# I Giochi del Mediterraneo sulla spiaggia
La prima edizione dei Giochi del Mediterraneo sulla spiaggia è stata ospitata da Pescara dal 28 agosto al 6 settembre 2015 con lo scopo di unire atleti di livello internazionale in una competizione che celebra lo sport e la sportività. Le 11 discipline sono tutte legate alla spiaggia e all'acqua e coinvolgono 24 paesi membri del Comitato Internazionale dei Giochi del Mediterraneo.

## Candidatura
La sede della prima edizione dei Giochi del Mediterraneo sulla spiaggia, fu scelta il 19 giugno 2013 dal Comitato Internazionale dei Giochi del Mediterraneo, riunitosi a Mersin in Turchia.
Le candidate furono:
- Pescara, Italia
- Marsiglia, Francia

Pescara vinse per 38 voti a 31.
| Votazione per i I Giochi del Mediterraneo sulla spiaggia | Votazione per i I Giochi del Mediterraneo sulla spiaggia | Votazione per i I Giochi del Mediterraneo sulla spiaggia |
| -------------------------------------------------------- | -------------------------------------------------------- | -------------------------------------------------------- |
| Città                                                    | Paese                                                    | 1ª votazione                                             |
| Pescara                                                  | Italia                                                   | 38                                                       |
| Marsiglia                                                | Francia                                                  | 31                                                       |

## Sviluppo e preparazione

### Sedi di gara
Le sedi di gara coinvolte sono state:
- Stadio del Mare e zona antistante dove sono state disputate le gare di tennis da spiaggia, beach volley, sci d'acqua, open water swimming e parte delle gare di nuoto pinnato;
- Arena del Mare e zona antistante dove si sono svolte le gare di beach handball, beach soccer, lotta sulla spiaggia, canoe ocean racing e rowing beach sprint;
- Piscine Le Naiadi e zona antistante dove sono state praticate le gare di aquathlon[3] e una parte delle gare di nuoto pinnato;
- Area Ex Cofa, a ridosso del porto turistico Marina di Pescara, che ha ospitato le cerimonie di apertura e di chiusura.

### Logo
Il logo della manifestazione, approvato il 29 aprile 2015, costituito da tre mezzelune sovrastate da tre piccoli cerchi che si stringono in cerchio, rappresenta i tre continenti dai quali provengono gli atleti, Europa, Asia e Africa che si stringono in cerchio intorno allo stesso mare.

### Mascotte
Le mascotte dell'evento sono due stelle marine chiamate Pescarino e Pescarina, disegnate da Matteo Signore.

## I Giochi

### Cerimonie

#### Cerimonia d'apertura
La cerimonia d'apertura dei Giochi si è svolta nell'area denominata Ex Cofa, a ridosso del porto turistico Marina di Pescara, il 28 agosto 2015, in cui è stata allestita un'area con un palco che ricorda la forma di una conchiglia. I presentatori della serata sono stati Luca Sestili e Mila Cantagallo. Dopo un iniziale gioco di luci laser, sul palco si sono esibite la fanfara dei Carabinieri (che ha accompagnato l'arrivo dell'elicottero della Guardia costiera) Kelly Joyce, Erica Abelardo e stelle della ginnastica ritmica. Gli atleti sono giunti dal ponte del mare camminando fino alla sede della cerimonia e seguiti dal gruppo dei 500 volontari della manifestazione. Presenti durante la cerimonia il sindaco, il presidente del Comitato Organizzatore e il presidente del Comitato Internazionale dei Giochi del Mediterraneo Amar Addadi.

### Nazioni partecipanti
Le nazioni che partecipano a questa prima edizione dei Giochi del Mediterraneo sulla spiaggia sono 24:
- Albania
- Algeria
- Andorra
- Bosnia ed Erzegovina
- Cipro
- Croazia
- Egitto
- Francia
- Grecia
- Italia
- Libano
- Libia
- Macedonia
- Malta
- Marocco
- Monaco
- Montenegro
- San Marino
- Serbia
- Siria
- Slovenia
- Spagna
- Tunisia
- Turchia

### Discipline
Le discipline in cui le nazioni partecipanti sono chiamate a sfidarsi sono 11 e sono tutte legate alla spiaggia o all'acqua:
- Aquathlon (dettagli)
- Beach handball (dettagli)
- Beach soccer (dettagli)
- Tennis da spiaggia (dettagli)
- Beach volley (dettagli)
- Lotta sulla spiaggia (dettagli)
- Canoe ocean racing (dettagli)
- Nuoto pinnato (dettagli)
- Nuoto di fondo (dettagli)
- Canottaggio da spiaggia sprint (dettagli)
- Sci nautico (dettagli)[8][9]

### Calendario
| OC | Cerimonia d'apertura | ● | Competizioni |  | Finali | CC | Cerimonia di chiusura |

| Agosto / Settembre   | Agosto / Settembre   | 28 Ven | 29 Sab | 30 Dom | 31 Lun | 1 Mar | 2 Mer | 3 Gio | 4 Ven | 5 Sab | 6 Dom | Eventi |
| -------------------- | -------------------- | ------ | ------ | ------ | ------ | ----- | ----- | ----- | ----- | ----- | ----- | ------ |
| Cerimonie            | Cerimonie            | OC     |        |        |        |       |       |       |       |       | CC    |        |
| Aquathlon            | Aquathlon            |        |        |        |        |       |       |       |       |       | 2     | 2      |
| Beach handball       | Beach handball       |        |        | ●      | ●      | ●     | 2     |       |       |       |       | 2      |
| Beach soccer         | Beach soccer         |        |        |        |        |       | ●     | ●     | ●     | ●     | 1     | 1      |
| Beach volley         | Beach volley         |        |        |        |        | ●     | ●     | ●     | ●     | 2     |       | 2      |
| Tennis da spiaggia   | Tennis da spiaggia   | ●      | ●      | ●      | ●      | 3     |       |       |       |       |       | 3      |
| Lotta sulla spiaggia | Lotta sulla spiaggia | ●      | 3      |        |        |       |       |       |       |       |       | 3      |
| Canoe ocean racing   | Canoe ocean racing   |        |        |        |        | 2     |       |       |       |       |       | 2      |
| Nuoto pinnato        | Nuoto pinnato        |        |        |        |        | 9     | 9     | 5     |       |       |       | 5      |
| Nuoto di fondo       | Nuoto di fondo       |        |        | 2      | 1      |       |       |       |       |       |       | 3      |
| Rowing beach sprint  | Rowing beach sprint  | ●      | ●      | 3      |        |       |       |       |       |       |       | 3      |
| Sci nautico          | Sci nautico          | ●      | 4      | 4      |        |       |       |       |       |       |       | 8      |
| Totale eventi        | Totale eventi        |        | 7      | 9      | 1      | 6     | 2     | 4     |       | 2     | 3     | 34     |
| Agosto / Settembre   | Agosto / Settembre   | 28 Ven | 29 Sab | 30 Dom | 31 Lun | 1 Mar | 2 Mer | 3 Gio | 4 Ven | 5 Sab | 6 Dom | Eventi |

## Medagliere
| Pos.   | Paese      |    |    |    | Totale |
| ------ | ---------- | -- | -- | -- | ------ |
| 1      | Italia     | 33 | 23 | 14 | 70     |
| 2      | Francia    | 13 | 5  | 9  | 27     |
| 3      | Grecia     | 5  | 7  | 9  | 21     |
| 4      | Algeria    | 2  | 4  | 4  | 10     |
| 5      | Egitto     | 1  | 6  | 4  | 11     |
| 6      | Tunisia    | 1  | 4  | 7  | 12     |
| 7      | Turchia    | 1  | 2  | 2  | 5      |
| 8      | Serbia     | 1  | 1  | 0  | 2      |
| 9      | Siria      | 1  | 0  | 0  | 1      |
| 10     | Spagna     | 0  | 4  | 1  | 5      |
| 11     | Slovenia   | 0  | 1  | 3  | 4      |
| 12     | Cipro      | 0  | 1  | 0  | 1      |
| 13     | Croazia    | 0  | 0  | 2  | 2      |
| 13     | San Marino | 0  | 0  | 2  | 2      |
| 15     | Libia      | 0  | 0  | 1  | 1      |
| 15     | Albania    | 0  | 0  | 1  | 1      |
| Totale | Totale     | 58 | 58 | 59 | 175    |